# Лобасова, Софья Мефодьевна
Со́фья Мефо́дьевна Лоба́сова (1898, Малое-Бердяево, Смоленская губерния — 13 ноября 1958, Сафоновский район, Смоленская область) — советский хозяйственный, государственный и политический деятель, крестьянка.
Девичья фамилия Кондратова, в другом источнике Кондратьева.

## Биография
Родилась в 1898 году в деревне Малое-Бердяево (ныне — в Ярцевском районе Смоленской области) в семье бедного многодетного (11 детей) крестьянина Мефодия Кузьмича Кондратова (Кондратьева), в селе Малое Бердяево (ныне Сафоновского района Смоленской области). Член ВКП(б).
С 1906 года — на хозяйственной, общественной и политической работе. В 1906—1946 годы — нянька (с 8 лет), подёнщица (с 13 лет, за 15 — 25 копеек в день), батрачка, колхозница (с 1931 года) в родном коллективном хозяйстве (колхоз) «Новый путь», скотница, бригадир льнотрепальщиц колхоза «Новая жизнь» Сафоновского района Западной области, зачинатель стахановского движения льнотрепальщиц Смоленской области, давала 12 норм, в 1932 году норма трёпки льна составляла 12 килограмм.
В 1934 году Софья Лобасова поставила областной рекорд по трёпке льна — 27 килограмм, позже она получила 7,5 центнера волокна с гектара, и увеличила выработку по льнотрёпке до 52 килограммов.
Осенью 1936 года принимает участие как Делегат областного, и позднее VIII Чрезвычайного съезда Советов.
Софья Мефодьевна была выдвинута в кандидаты депутата Верховного Совета Советского Союза по Ярцевскому району, и была избрана депутатом Верховного Совета Союза ССР 1-го созыва, 1937—1946 годов, от Смоленской области, в Совет Союза. К ней, как знатной работнице стахановке-льноводу приезжали поэты А. Т. Твардовский, М. В. Исаковский и Народный комиссар земледелия СССР А. А. Андреев.

## Награды
- Орден «Знак Почёта» (март 1936 года)

## Семья
- сестра Софья
- сестра Евдокия
- брат Александр Мефодьевич Кондратов, родился 8 октября 1919 года[1].
- муж Артём Лобасов
- дочь

## Память
- А. Т. Твардовский, Том 4. Мастерицы. Софья Лобасова (очерк), М.: Издательство: Художественная литература, 1966 год, Собрание сочинений: в пяти томах.
- А. Т. Твардовский, Том 4. Мастерицы. Софья Лобасова (очерк), стр. 140—145, Собрание сочинений в шести томах, М.: Художественная литература, 1978 год. Тираж: 150 000 экз., ISBN отсутствует.